# Дом Советов (Черкассы)
Дом Советов — административное здание в Черкассах, в котором размещается Черкасская областная государственная администрация. Расположено по адресу: бульвар Шевченко, 185.
Дом Советов был построен в 1959 году. Для реализации был принят типовой проект архитекторов института «Легипрокоммунстрой» Бровкина Н. Ф., Михайлова М. Н., Гальперина Л. Ю. Проект был впервые реализован в Пензе( в 1950-е был объявлен конкурс проектов Дома Советов), позднее по тому же проекту построили Дома Советов в Липецке, Новгороде, Орле и Шахтах. В плане здание представляет собой прямоугольник с внутренним двором, в заднем корпусе которого выделяется полукруглый объём зала заседания.
Архитектура здания выдержана в формах советского монументального классицизма. На главном фасаде, обращённом в сторону площади, размещены два ризалита. Фасад разделён на два яруса, нижний из которых выделен рустом. Центральную часть верхнего яруса (3—5 этажи) украшают колонны тосканского ордера, ризалиты украшают пилястры. Вход оформлен порталом. Здание венчает антаблемент с аттиком, поднимающимся от краёв к центру здания, где расположен лепной картуш с гербом СССР, знамёнами и колосьями.